# Розумовський Іван Кирилович
Розумовський Іван Кирилович (*6 серпня 1761 —†1802) — граф, генерал-майор, командир Малоросійського гренадерського полку.

## Життєпис
Народився 6 серпня 1761 року у родині гетьмана Кирила Розумовського та Катерини Наришкіної. Не отримав належного домашнього виховання, як його старші брати. У 1782 році закінчив кадетський шляхетський сухопутний корпус і був призначений поручиком у Севський мушкетерський полк. Цього ж року вступив до штабу свого батька і призначений при ньому флігель-ад'ютантом.
У 1782–1783 роках брав участь у походах проти поляків. У 1784 році підвищений у чині до прем'єр-майора і призначений генерал-аудитор-лейтенантом і генерал-ад'ютантом при своєму батькові. Намагаючись надолужити втрачене, у 1785 році Кирило Розумовський посилає сина за кордон. Та граф Іван Кирилович, який звик до безтурботного веселого життя, не переймався нудними лекціями. Молодий Розумовський із Санкт-Петербурга поїхав до Копенгагена, де перебував у цей час його брат Андрій, і там було вирішено направити його до Лозанни. Але й тут він так само розважався й веселився. Незадоволений батько повернув сина додому.
У 1788 році Івана Кириловича зараховано до складу Дунайської армії, згодом він перейшов до штабу фельдмаршала Григорія Потьомкіна, відзначився в облозі та штурмі Ізмаїла, а наступного, 1789 року, став полковником. Його призначено до Малоросійського гренадерського полку, з яким він брав участь у битві при річці Салчі та в подальшому переслідуванні турків; у взятті м. Бендери та обстрілі м.Ізмаїл.
У 1790 році Розумовський став командиром Малоросійського гренадерського полку, перейшов з ним Дунай. У 1792 році нагороджений орденом св. Георгія 4-го ступеня.
Через постійне пияцтво його й без того досить слабке здоров'я погіршилося настільки, що в 1792 році лікарі рекомендували Івану Кириловичу лікування за кордоном. Під час цієї подорожі він витратив величезну суму грошей і наробив боргів, що змусило батька відкликати його додому.
Повернувшись до Росії у 1794 році, граф Іван Кирилович стояв зі своїм полком у Польщі. У січні 1795 року він призначається бригадиром. Наступного року одержує чин генерал-майора і виходить у відставку. Мешкає в Москві й за кордоном, хворіє на сухоти. Знову робить борги.
У 1801 році граф Іван ледь живий приїхав до Батурина попрощатися з батьком перед від'їздом до Італії. Через рік у Римі (Італія) він і помирає.